# عمیق توی آب
«عمیق توی آب» (به انگلیسی: Deep in the Water) ترانه‌ای از رپر و خوانندهٔ آمریکایی دان تالیور می‌باشد که در ۱۴ مارس سال ۲۰۲۴ از سوی کاکتوس جک رکوردز،  آتلانتیک رکوردز و وی ران ایت انترتینمنت به‌عنوان دومین تک‌آهنگ از چهارمین آلبوم استودیویی او تحت عنوان روانی هاردستون منتشر گردید. «عمیق توی آب» یک ترانهٔ آراندبی است که در آن تالیور درمورد عشق خود به دوست‌دخترش، خوانندهٔ کلمبیایی-آمریکایی کالی اوچیس و پسرشان که آن موقع نوزاد بود، سخن می‌گوید؛ و در این‌باره در کورس این ترانه اینگونه می‌خواند: «عمیق توی آب، تا جایی که من می‌دونم / عمیق توی آب، فقط من و توییم / عمیق توی آب، تا جایی که من می‌دونم / عمیق توی آب، در طول بارداریت».